# Пірасікаба
Пірасікаба (порт. Piracicaba) — місто і муніципалітет у бразильському штаті Сан-Паулу. Його населення становить 365 тис. осіб (2008 рік, IBGE), муніципалітет займає площу 1369 км². Назва муніципалітету походить з мови тупі та означає «де зупиняється риба», через водоспади на річці, що зараз також має назву Пірасікаба. Зараз муніципалітет є важливим центром вирощування цукрової тростини та її обробки, у місті розташований найстаріший сільськогосподарський вищий навчальний заклад країни — Сільськогосподарська школа Луїза ді Кєйроза.
| Бразилія | Це незавершена стаття з географії Бразилії. Ви можете допомогти проєкту, виправивши або дописавши її. |